# Тигровый лесной певун
Тигро́вый лесно́й певу́н (лат. Setophaga tigrina) — вид птиц семейства древесницевых.

## Описание
Верх головы у самца тигрового лесного певуна от тёмно-серого до чёрного цвета. Ниже глаз до ушей оперение у него коричневое. На крыльях имеются большие белые полосы. Жёлтое оперение низа с чёрными полосками переходит ниже в белый цвет. Оперение верха от оливково-зелёного до тёмно-коричневого цвета. У самки в целом более тусклое оперение, жёлтые участки более бледные, отсутствуют белые полоски на крыльях и коричневые пятна по бокам головы.

## Питание
Тигровый лесной певун питается преимущественно насекомыми, которых находит не только на земле или в листве, но и ловит, проворно маневрируя, в полёте. Птицы играют важную роль для североамериканских лесов, так как уничтожают в том числе гусениц вредных насекомых. Соком ягод и плодов питается, прежде всего, зимой, проделывая в них своим острым маленьким клювом маленькое отверстие.

## Размножение
Тигровый лесной певун строит на ветке пихты или ели высоко наверху открытое сверху маленькое чашеобразное гнездо, которое состоит из перьев, волос, веточек, травинок и прочих частей растений. В гнездо самка откладывает от 4 до 8 белых яиц с крапинами коричневого или серого цвета.

## Распространение
Тигровый лесной певун часто населяет смешанные хвойные леса или ельники в Северной Америке. Другие жизненные пространства — это территории с высокими деревьями. Область распространения простирается в том числе от лесов на севере Канады через Альберту вплоть до атлантического побережья. Зимой тигровый лесной певун мигрирует в Вест-Индию и в Центральную Америку. Как редкого гостя его можно встретить также в Западной Европе.

## Угрозы
Вырубка лесов и инсектициды, применяемые против вредных насекомых, таких как листовёртки, которые уничтожают ели, наносят вред популяции тигрового лесного певуна.